# چین در چشمان او
«چین در چشمان او» (به انگلیسی: China in Her Eyes) تک‌آهنگی از مدرن تاکینگ است که در سال ۲۰۰۰ میلادی منتشر شد. این تک‌آهنگ در آلبوم سال اژدها (آلبوم مدرن تاکینگ) قرار داشت.